# Fritillaria camschatcensis
Fritillaria camschatcensis là một loài thực vật có hoa trong họ Liliaceae. Loài này được (L.) Ker Gawl. miêu tả khoa học đầu tiên năm 1809.